# Чарли ва-Хеци
«Чарли ва-Хеци» (ивр. צ'רלי וחצי‎, «Полтора Чарли») — израильская комедия 1974 года, снятая режиссёром Боазом Давидзоном. В главных ролях: Иехуда Баркан и Зеэв Ревах. Является культовым фильмом в Израиле.

## Сюжет
Фильм повествует об Израиле 1960-1970-х годов. Чарли - жулик из бедного квартала. Он промышляет мелкими делишками, жульничеством и обманом. Лучший друг Чарли - мелкий хулиган по имени Мико. Они не разлей вода. Вместе они противостоят мошеннику Сасону. Зачастую в процессе единоборства Чарли и Мико попадают в смешные, и не очень смешные, переделки. Все бы хорошо, но судьба преподносит друзьям испытание на верность. Чарли влюбляется в дочь миллионера, очаровательную блондинку Гилу. У Гилы тоже не все так просто в жизни...

## Персонажи
- Чарли Бен Ханания (Иехуда Баркан) — мелкий мошенник из бедного сефардского квартала.
- Мико (Давид Шушан) — подросток, друг Чарли.
- Сасон (Зеэв Ревах) — мошенник из бедного сефардского квартала. Враждует с  Чарли, влюблён в сестру Мико.
- Заки Бен Ханания (Арье Элиас) — отец Чарли, пьяница.
- Флора Бен Ханания (Эдна Флидель) — мать Чарли. Гадает людям в кафе, чтобы заработать деньги.
- Гила Зоар (Хая Кацир) — девушка из богатой семьи, живёт в Кесарии.
- Сима и Хаим Зоар (Элишева Михаэли и Натан Коган) — родители Гилы.
- Роберт (Тувья Цафир) — сын богатого бизнесмена из США, жених Гилы.
- Гедалия (Моше Иш-Касит) —  друг Сасона.